# مغيزل (سوريا)
مغيزل قرية في ناحية جب الجراح التابعة لمنطقة المخرّم في محافظة حمص في سورية.